# Psychotria purariensis
Psychotria purariensis är en måreväxtart som beskrevs av Seymour Hans Sohmer. Psychotria purariensis ingår i släktet Psychotria och familjen måreväxter. Inga underarter finns listade i Catalogue of Life.